# Procédure d'adhésion de la Roumanie à l'Union européenne
La procédure d’adhésion de la Roumanie à l'Union européenne est le processus qui a permis à la Roumanie de rejoindre l'Union européenne le 1er janvier 2007. Cette date a été convenue à Thessalonique en 2003, et confirmée à Bruxelles le 18 juin 2004. La Bulgarie et la Roumanie ont signé leur traité d'adhésion le 25 avril 2005 à l'abbaye de Neumünster à Luxembourg. L'Union européenne s'est ainsi élargie à 27 États.

## Historique

### Situation initiale
La Roumanie a été le premier pays en Europe centrale et orientale à avoir des relations officielles avec la Communauté européenne. En janvier 1974, un accord a inclus la Roumanie dans le système généralisé de préférences de la Communauté – il s'agit d'une série d'accords visant à faciliter les échanges commerciaux avec la CEE. En 1980, la Roumanie a reconnu de facto la Communauté économique européenne par la signature d'un accord créant la Commission mixte Roumanie - CEE, tout en signant un accord sur les produits industriels.
Les relations diplomatiques entre la Roumanie et l'Union européenne commencent à partir de 1990, suivies en 1991 par un accord commercial et de coopération. Les dispositions commerciales de ce dernier sont mises en œuvre en 1993, puis la totalité de l'accord entre en vigueur en février 1995.

### Dépôt de candidature
Le 22 juin 1995, Nicolae Văcăroiu a adressé la candidature de la Roumanie à l'Union européenne à Hervé de Charette, alors ministre français des Affaires étrangères et président en exercice du Conseil de l'Union européenne.

« Conformément à la position adoptée par le Parlement roumain, je soumets ici, au nom du gouvernement roumain, la candidature de la Roumanie à l'adhésion à l'Union européenne, conformément à l'article O du traité sur l'Union européenne. »

— Nicolae Văcăroiu, demande officielle d'adhésion de la Roumanie à l'Union européenne
Cette demande fait suite à la déclaration de Snagov, un document signé le 21 juin 1995 par les quatorze grands partis politiques de la Roumanie, dans laquelle ils ont exprimé leur plein appui à l'intégration européenne.

### Négociations

#### Négociations préliminaires
En juillet 1997, la Commission a publié son « avis sur la demande de la Roumanie de devenir membre de l'UE ». L'année suivante, un « Rapport d'étape sur le processus d'adhésion à l'UE de la Roumanie » a été publié. Dans le rapport suivant, publié en octobre 1999, la Commission a recommandé que les négociations d'adhésion avec la Roumanie commencent (sous conditions de l'amélioration de la situation des enfants placés dans les institutions et de la mise en place d'une stratégie à moyen terme de l'économie).
Après la décision du Conseil européen d'Helsinki en décembre 1999, les négociations d'adhésion avec la Roumanie commencèrent le 15 février 2000.
L'objectif de la Roumanie était alors d'obtenir la pleine adhésion en 2007. Lors du sommet de Thessalonique en 2004, il a été indiqué que l'UE soutenait cet objectif.

#### Négociations officielles
Les négociations débutent officiellement le 15 février 2000.

##### Progression constatée par le rapport de 2000
Le premier rapport final après le début des négociations officielles a été publié le 8 novembre 2000.
Ce rapport mettait en avant :
- que le processus de restructuration et de privatisation était retardé et qu'il manquait de transparence. De plus, le problème de la corruption et du marché noir devait être résolu pour la mise en place d'un bon environnement commercial[4].
- en matière d'entente, la législation était largement conforme à l'acquis. Pour ce qui est des aides d’État, une nouvelle loi était entrée en vigueur en janvier 2000[5].
- en matière de fiscalité, le rapport constatait une progression de l'alignement de la législation sur la TVA. En ce qui concerne les droits d'accise, malgré une réforme, les taux applicables à l'ensemble des produits sont inférieurs aux minima prévus par l'UE[6].
- en matière de transports, où la transposition progressait mais où la mise en œuvre pouvait être longue et complexe[7].
- en ce qui concerne les contrôles aux frontières et les conditions des étrangers, des dispositions devaient être adoptées pour rapprocher la législation de l'acquis[8].

##### Évolution constatée par le rapport de 2001
Le 13 novembre 2001 a été publié le second rapport final constatant l'évolution des négociations officielles.
Le rapport constatait peu de progrès en ce qui concerne l'UEM, la restructuration du secteur agricole (à l'inverse de la pêche ou une nouvelle loi sur les ressources halieutique, et l'aquaculture avait été adoptée), la libre circulation (sauf le secteur douanier), la TVA et la fiscalité directe, et le secteur énergétique pour lequel le rapport constatait des avancées irrégulières et des décisions contradictoires.
Inversement, la Roumanie avait fait des progrès dans la transposition de l'acquis sur les visas et les contrôles aux frontières, en matière d’éducation avec la transposition législative d'une directive sur l'éducation des enfants de migrants et des familles à bas revenu, et en matière de droit d'accise.

##### Progression des négociations constatée en 2002
Le troisième rapport final depuis le commencement des négociations officielles a été publié le 9 octobre 2002.
Le rapport constatait les progrès en matière :
- de transport, notamment en matière de transports routiers. Le pays continuait aussi à progresser dans la réorganisation de la navigation intérieure et du transport maritime.
- d'énergie puisqu'elle avait progressé dans sa préparation au marché intérieur.
- d'environnement, bien que les ressources administratives et financière n'aient pas été suffisamment prise en compte.
- de transposition de l'acquis sur la protection des consommateurs.
- de fiscalité, puisqu'en juin 2002, une loi sur la TVA avait été adoptée permettant un rapprochement avec l'acquis.

##### Rapport de 2003 et révision constitutionnelle
Le 18 et 19 octobre 2003, un référendum est organisé afin d'amender la Constitution dans le but de rendre un certain nombre de ces articles en conformité avec le processus d'adhésion à l'Union. Le texte avait au préalable été adopté par la Chambre des députés et le Sénat le 18 septembre 2003.
Parmi les amendements soumis aux votes se trouvent notamment la garantie du droit de propriété, l'autorisation de l'achat de terres aux étrangers, l'amélioration du droit des minorités (tel que l'utilisation de leurs langues natales dans l'administration et la justice), le renforcement de l'égalité hommes-femmes dans la fonction publique, l'abolition du service militaire obligatoire, la limitation de l'immunité parlementaire, le renforcement des prérogatives et de l'indépendance du pouvoir judiciaire (et notamment la création d'un Conseil supérieur de la magistrature), le passage du mandat présidentiel de 4 à 5 ans, et l'accord du droit de vote aux ressortissants de l'Union aux élections des collectivités locales.
Le 5 novembre 2003 a été publié le quatrième rapport final depuis le commencement des négociations officielles.

##### Rapport d'octobre 2004, ralentissement puis clôture des négociations
En février 2004, la Commission de politique étrangère du Parlement vota une résolution appelant à la réorientation de la stratégie de pré-adhésion de la Roumanie. Celle-ci se base sur un rapport d'Emma Nicholson dont le contenu appelait à la suspension des négociations du fait de problèmes liés à l'indépendance de la justice, la lutte contre la corruption, la liberté des médias, le traitement des personnes interpellées dans les postes de police et la mise en place d'un moratoire interdisant l'adoption internationale d'enfants que Bucarest a adopté à la demande de la Commission. Le rapport prévoyait aussi la mise en place d'un monitoring continu sur ces points.
De même le Parlement européen demanda des explications sur la façon dont les autorités roumaines ont octroyé à l'entreprise américaine Brechtel le contrat de construction d'une autoroute sur l'axe Brașov–Cluj–Oradea–Borș pour 2,5 milliards d'euros sans avoir organisé d'appels d'offre au préalable. En effet, il s'agissait là d'un non-respect flagrant de l'acquis communautaire en matière de marché public–d'autant que le chapitre « transport » venait d'être clos. De plus, ce choix de tracé s'opposait au tracé préféré par l'UE Brașov–Sibiu–Arad lequel avait été déclaré éligible au financement communautaire.
Afin d'apporter une réponse à ces éléments, Adrian Năstase redistribua les responsabilités ministérielles et créa un dispositif gouvernemental fortement hiérarchisé, sous la direction de trois ministères, qui organise l'intégration européenne, la justice, et la défense nationale. Ce remaniement avait pour finalité de clore les négociations en 2004 tout en rendant responsable des progrès réalisés chaque ministre,. De même, le Premier ministre prit l'engagement de faire parvenir à Bruxelles un rapport hebdomadaire des avancées de l'acquis.

### Signature du traité d'adhésion
La Roumanie a achevé les négociations d'adhésion lors du sommet européen de Bruxelles le 17 décembre 2004. Le traité d'adhésion a été signé le 25 avril 2005 à l'Abbaye de Neumünster à Luxembourg. Par la suite le pays est entré dans l'Union le 1er janvier 2007. Celle-ci aurait pu être repoussée s'il y avait de graves violations des accords conclus, conditions maintenue jusqu'au 1er janvier 2008 (clause de sauvegarde).

### Chronologie
| Date                | Événement |
| ------------------- | --- |
| 1993                | Accord d'association avec l'Union européenne et l'Association européenne de libre-échange. |
| 1994                | Membre associé de l'Union européenne. |
| 1997                | Membre de l'Accord de libre-échange centre-européen. |
| 1999                | Le pays est officiellement invité aux négociations d'adhésion à Helsinki. |
| 15 février 2000     | Début officiel des négociations d'adhésion avec l'Union européenne. |
| 2002                | Le Conseil européen de Copenhague soutient l'adhésion de la Roumanie à l'UE en 2007. |
| 19-20 juin 2003     | Le Conseil de Thessalonique évoque pour la première fois la date de fin 2004 pour la conclusion des négociations d'adhésion et celle de 2007.                                                                        |
| 18-19 octobre 2003  | Référendum sur la nouvelle Constitution. La participation est de 55,7 % et 89,7 % des votants approuve la révision.                                                                                                  |
| 3 novembre 2003     | Publication du rapport sur l'avancée des négociations par l'UE. Celui-ci les qualifie de « mitigée ». Onze chapitres sont à clore.                                                                                   |
| 12-13 décembre 2003 | Confirmation par le Conseil européen de Bruxelles que le pays intégrera l'Union le 1er janvier 2007. Il établit aussi la fin des négociations pour 2004 et la date de signature du traité d'adhésion à l'année 2005. |
| 4 février 2004      | Emma Nicholson demande la suspension des négociations d'adhésion de la Roumanie. |
| 11 mars 2004        | Un rapport de la commission des Affaires étrangères est approuvé par le Parlement européen. Ce dernier propose la séparation du cas roumain de la Bulgarie, laquelle est considérée comme prête pour 2007.           |
| 27 avril 2004       | Günter Verheugen, commissaire à l'élargissement, considère que l'adhésion en 2007 est de nouveau envisageable pour la Roumanie.                                                                                      |
| 3 juin 2004         | Clôture provisoire de deux chapitre par la Roumanie : 7. Agriculture et 29. Dispositions financières et budgétaires.                                                                                                 |
| 30 juin 2004        | Clôture provisoire du chapitre sur l'énergie : 14. |
| 17 décembre 2004    | Clôture des négociations d'adhésion. |
| 25 avril 2005       | Signature du traité d'adhésion, avec la Bulgarie, à Luxembourg. |
| 1er janvier 2007    | La Roumanie rejoint l'Union européenne. |

## Détail du processus de négociations
Le pays fait partie du groupe d'Helsinki, par conséquent, les négociations ont commencé le 15 février 2000 et se sont clôturées définitivement en décembre 2004 pour les deux pays de l'élargissement de 2007.
| Chapitres de l'acquis                                               | Évaluation initiale de la Commission | Ouverture du chapitre | Clôture du chapitre, |
| ------------------------------------------------------------------- | ------------------------------------ | --------------------- | -------------------- |
| 1. Libre circulation des biens                                      | –                                    | mars 2002             | juin 2003            |
| 2. Libre circulation des personnes                                  | –                                    | mars 2002             | décembre 2003        |
| 3. Libre prestation de services                                     | –                                    | décembre 2002         | septembre 2004       |
| 4. Libre circulation des capitaux                                   | –                                    | printemps 2001        | juin 2003            |
| 5. Droit des sociétés                                               | –                                    | mars 2001             | décembre 2001        |
| 6. Politique de la concurrence                                      | –                                    | novembre 2000         | décembre 2004        |
| 7. Agriculture                                                      | –                                    | novembre 2002         | juin 2004            |
| 8. Pêche                                                            | –                                    | mai 2001              | juin 2001            |
| 9. Politique des transports                                         | –                                    | juin 2001             | décembre 2003        |
| 10. Fiscalité                                                       | –                                    | octobre 2001          | juin 2003            |
| 11. Union économique et monétaire                                   | –                                    | juin 2002             | juin 2002            |
| 12. Statistiques                                                    | –                                    | octobre 2000          | décembre 2000        |
| 13. Politique sociale et emploi                                     | –                                    | octobre 2001          | avril 2002           |
| 14. Énergie                                                         | –                                    | 1er semestre 2002     | 2e semestre 2004     |
| 15. Politique industrielle                                          | –                                    | 2e semestre 2002      | juillet 2002         |
| 16. Petites et moyennes entreprises                                 | –                                    | mai 2000              | mai 2000             |
| 17. Science et recherche                                            | –                                    | 1er semestre 2000     | mai 2000             |
| 18. Éducation et formation                                          | –                                    | 1er semestre 2000     | mai 2000             |
| 19. Télécommunications et technologies de l'information             | –                                    | novembre 2000         | novembre 2002        |
| 20. Culture et politique audiovisuelle                              | –                                    | octobre 2000          | décembre 2002        |
| 21. Politique régionale et coordination des instruments structurels | –                                    | mars 2002             | septembre 2004       |
| 22. Environnement                                                   | –                                    | mars 2002             | novembre 2004        |
| 23. Consommateurs et protection de la santé                         | –                                    | juillet 2001          | juillet 2001         |
| 24. Justice et affaires intérieures                                 | –                                    | avril 2002            | décembre 2004        |
| 25. Union douanière                                                 | –                                    | mai 2001              | novembre 2002        |
| 26. Relations extérieures                                           | –                                    | 1er semestre 2000     | 1er semestre 2000    |
| 27. Politique étrangère et de sécurité commune (PESC)               | –                                    | 1er semestre 2000     | 1er semestre 2000    |
| 28. Contrôle financier                                              | –                                    | 1er semestre 2002     | octobre 2003         |
| 29. Dispositions financières et budgétaires                         | –                                    | décembre 2002         | juin 2004            |
| 30. Institutions                                                    | –                                    | 1er semestre 2002     | décembre 2004        |
| 31. Autres                                                          | –                                    | –                     | –                    |
| Progression                                                         |                                      | 29 sur 29             | 29 sur 29            |

## Questions liées à l'adhésion roumaine

### Utilisation des fonds communautaires
Jonathan Scheele, chef de la délégation européenne à Bucarest, s'est montré critique quant aux retards existant pour la réalisation de projets financés par le programme PHARE. En effet, il estime, à l'instar d'autres observateurs, que la Roumanie n'est pas capable d'absorber ces fonds efficacement et en toute transparence compte tenu de la corruption généralisée qui règne dans l'appareil administratif et du peu d'acteurs économiques capables d'élaborer des projets fiables.

### Agriculture
La campagne roumaine comptait 50 % de la population et représente 36 % des actifs. Il y a beaucoup de parcelles (plus de 5 millions) à petites surfaces (1,6 ha) par rapport au faible nombre de grandes parcelles (un peu plus de vingt mille faisant plus de 300 ha) mais il n'existait pas de politique d'envergure qui en tenait compte. La PAC risquait de ne profiter qu'aux grandes exploitations intensives vouant les petites cultures d'auto-subsistance à la disparition. Le gouvernement roumain avait d'ailleurs expliqué que pas moins de 3 millions de personnes allaient devoir trouver une nouvelle source de revenus.
De plus, l'ouverture des barrières douanières entraîna l'augmentation des importations de produits agricoles qui étaient rendues nécessaire par la fermeture d'unité de transformation du lait et d'abattoirs ne répondant pas aux normes communautaires.

### Corruption
L'UE exige de la Roumanie la résolution de ses problèmes de corruption avant 2007, année prévue pour son adhésion.

### Trafic d'êtres humains
La Roumanie est un pays qui est une plaque tournante du trafics d'êtres humains et ce malgré les efforts faits dans la professionnalisation des agents postés aux frontières ainsi que la politique commune des visas.

### Minorités
Parmi les problèmes qui ont été posés à la Roumanie lors de son processus d'adhésion se trouve celui des minorités. Les deux plus importantes de Roumanie étant les Hongrois (avec 10 % de la population) et les Roms, nomades sédentarisés représentant 4.5 % de la population.

## Sondage d'opinion

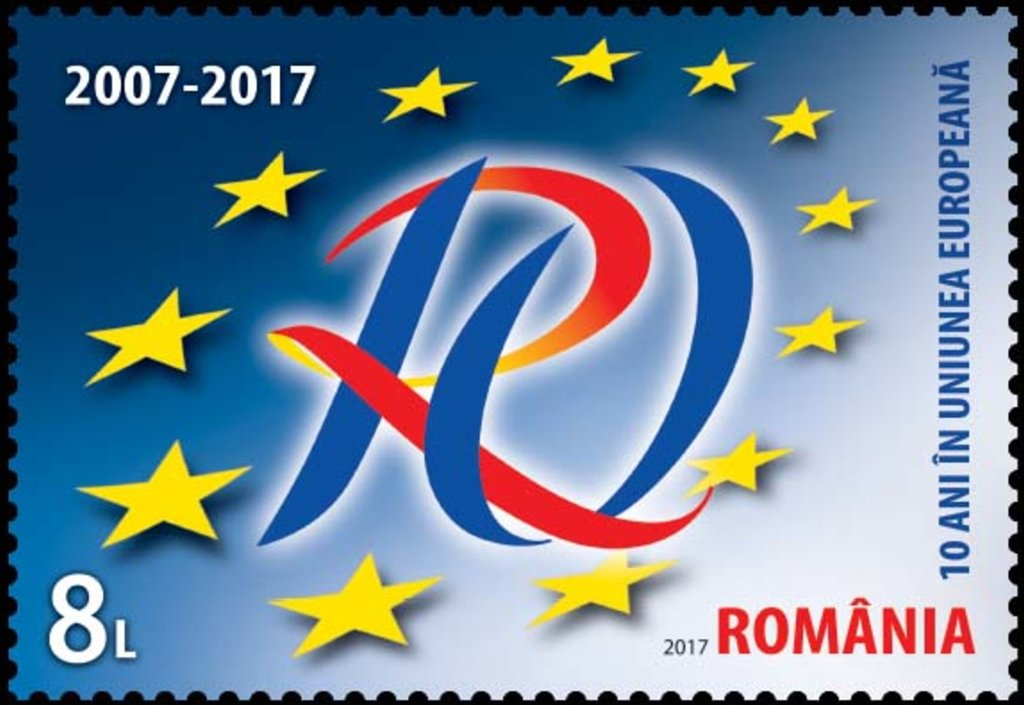
Timbre roumain célébrant le dixième anniversaire de l'adhésion du pays.

L'adhésion de la Roumanie a été conditionnée à la résolution de problèmes tels que celui de la corruption. En effet, le Royaume-Uni mettait en avant la nécessité d'un renforcement de la lutte contre la corruption avant l'adhésion. À l'inverse la position française était de soutenir l'adhésion de la Roumanie pour 2007.